# .243 Winchester
Le 243 Winchester est une cartouche développée par la firme américaine Winchester en 1955 pour leurs carabines a verrou. (C'est une version du 308 Winchester avec un projectile réduit à 0,243 de pouces ou 6,20mm).
Selon Le Chasseur français, il convient pour le chamois et le chevreuil. En France, cette munition peut servir au tir sportif. Il est fabriqué industriellement et porte le diminutif de 243 Win. Il est très populaire aux États-Unis, en France et dans un bonne partie du reste du monde (2ème calibre le plus populaire de la famille du 308 Win derrière celui ci et devant le 7mm-08 Rem). Car c'est un calibre assez polyvalent, avec un recul modéré et une bonne puissance. Aux États-Unis et dans certains autres pays, il est utilisé par la police et l'armée dans des fusils de précision.

## Histoire
Cette munition a été introduite en 1955 par Winchester pour son modèle 70 et son modèle 88 de carabines et est tout de suite devenue populaire auprès des chasseurs dans le monde entier avant son adoption par beaucoup de fabricants d'armes.

## Comparaisons balistiques des munitions d'armes d'épaule les plus répandues
Ce tableau présente les caractéristiques balistiques des munitions d'armes d'épaule les plus connues. La performance utile typique se base sur les caractéristiques des munitions standard du marché les plus fréquemment rencontrées, ceci à titre de comparaison.
La performance d'une munition, c'est-à-dire son impact sur la cible s'exprime en joules selon la formule E = 1/2 M.V2 où M est la masse et V la vitesse de la balle
Le recul ressenti dans l'arme, se mesure lui par la quantité de mouvement exprimée en kg m/s selon la formule Q = M.V
Ainsi une munition de calibre .270 Winchester a une performance supérieure à une munition de 7x57 mm Mauser (3670 J contre 3035 J), mais provoque un recul équivalent (7,86 kg m/s contre 7,89 kg m/s)
|                                   | Données balistiques (munitions du marché) | Données balistiques (munitions du marché) | Données balistiques (munitions du marché) | Données balistiques (munitions du marché) | Données balistiques (munitions du marché) | Données balistiques (munitions du marché) | Données balistiques (munitions du marché) | Données balistiques (munitions du marché) | Données balistiques (munitions du marché) | Données balistiques (munitions du marché) | performance utile typique* | performance utile typique* | performance utile typique* | performance utile typique* |
| Caractéristique                   | Diamètre balle                            | Diamètre balle                            | longueur cartouche                        | longueur douille                          | poids balle                               | poids balle                               | vitesse min                               | vitesse max                               | Energie min                               | Energie max                               | Poids                      | Vitesse                    | Energie                    | Recul                      |
| --------------------------------- | ----------------------------------------- | ----------------------------------------- | ----------------------------------------- | ----------------------------------------- | ----------------------------------------- | ----------------------------------------- | ----------------------------------------- | ----------------------------------------- | ----------------------------------------- | ----------------------------------------- | -------------------------- | -------------------------- | -------------------------- | -------------------------- |
| unité                             | mm                                        | pouce                                     | mm                                        | mm                                        | g                                         | Grain                                     | m/s                                       | m/s                                       | J                                         | J                                         | grain                      | m/s                        | J                          | kg m/s                     |
| .22 LR                            | 5,60                                      | .223                                      | 25,40                                     | 15,60                                     | 1,9 - 2,6                                 | 30-40                                     | 310                                       | 500                                       | 120                                       | 210                                       | 40                         | 340                        | 150                        | 0,91                       |
| 5,56 x 45 mm Otan .223 Remington  | 5,69                                      | .224                                      | 57,40                                     | 44,70                                     | 3 - 4                                     | 30-60                                     | 850                                       | 993                                       | 1670                                      | 1890                                      | 55                         | 988                        | 1740                       | 3,52                       |
| .222 Remington                    | 5,69                                      | .224                                      | 54,10                                     | 43,20                                     | 2.6-5                                     | 40-77                                     | 890                                       | 1090                                      | 1400                                      | 1600                                      | 50                         | 957                        | 1485                       | 3,10                       |
| .243 Winchester                   | 6,20                                      | .243                                      | 68,83                                     | 51,90                                     | 3.6 - 6.8                                 | 55 - 105                                  | 900                                       | 1240                                      | 2500                                      | 2900                                      | 90                         | 945                        | 2600                       | 5,51                       |
| .270 Winchester                   | 7,00                                      | .275                                      | 84,80                                     | 64,50                                     | 6-9.7                                     | 90-150                                    | 910                                       | 1100                                      | 3500                                      | 4000                                      | 130                        | 933                        | 3670                       | 7,86                       |
| 7x57 mm Mauser                    | 7,24                                      | .285                                      | 78,00                                     | 57,00                                     | 8-12                                      | 124-180                                   | 700                                       | 900                                       | 3000                                      | 3700                                      | 160                        | 765                        | 3035                       | 7,93                       |
| 7x64 mm Brenneke                  | 7,24                                      | .285                                      | 84,00                                     | 64,00                                     | 8-11.5                                    | 124-177                                   | 820                                       | 970                                       | 3300                                      | 4300                                      | 162                        | 850                        | 3800                       | 8,40                       |
| 7 mm Rem Mag                      | 7,20                                      | .284                                      | 84,00                                     | 64,00                                     | 8-10                                      | 124-154                                   | 870                                       | 1100                                      | 4000                                      | 4400                                      | 150                        | 945                        | 4340                       | 9,18                       |
| 7,62 x 51 mm Otan .308 Winchester | 7,80                                      | .308                                      | 69,90                                     | 51,20                                     | 6,5-8                                     | 124-150                                   | 780                                       | 860                                       | 2900                                      | 3600                                      | 150                        | 860                        | 3594                       | 8,36                       |
| .300 Win Mag                      | 7,80                                      | .308                                      | 85,00                                     | 67,00                                     | 8,7-13                                    | 135-200                                   | 900                                       | 990                                       | 4500                                      | 5000                                      | 180                        | 900                        | 4725                       | 10,50                      |
| 30-06 Springfield                 | 7,80                                      | .308                                      | 85,00                                     | 63,00                                     | 9-15                                      | 140-230                                   | 750                                       | 890                                       | 3800                                      | 4000                                      | 180                        | 825                        | 3970                       | 9,62                       |
| 7,92x57 mm Mauser                 | 8,22                                      | .324                                      | 82,00                                     | 57,00                                     | 11-15                                     | 170-230                                   | 720                                       | 800                                       | 4800                                      | 4800                                      | 200                        | 740                        | 3550                       | 9,60                       |
| .338 Win Mag                      | 8,60                                      | .338                                      | 84,80                                     | 64,00                                     | 11-15                                     | 170-230                                   | 760                                       | 900                                       | 3500                                      | 5300                                      | 200                        | 900                        | 5250                       | 11,66                      |
| 9,3x62 mm Mauser                  | 9,30                                      | .366                                      | 83,60                                     | 62,00                                     | 11.9-26                                   | 184-300                                   | 690                                       | 880                                       | 4300                                      | 5200                                      | 250                        | 745                        | 4495                       | 12,06                      |
| .375 H&H                          | 9,50                                      | .375                                      | 91,00                                     | 72,40                                     | 16-26                                     | 240-350                                   | 700                                       | 882                                       | 5500                                      | 6300                                      | 270                        | 800                        | 5600                       | 14,00                      |

## Sources
- Le Chasseur français, HS no 26 « Armes et équipements 2002 », Septembre 2002.